# Richard Bartlsperger
Richard Bartlsperger (* 10. April 1936 in München) ist ein deutscher Jurist.

## Leben
Nach der Promotion 1964 an der Friedrich-Alexander-Universität Erlangen-Nürnberg und der Habilitation 1969 ebenda war er Inhaber des Lehrstuhls für Öffentliches Recht an der Juristischen Fakultät der Universität Mannheim und Richter im Nebenamt am Verwaltungsgerichtshof Baden-Württemberg. Seit 1974 ist er Inhaber des Lehrstuhls für Öffentliches Recht in Erlangen. Seit 2002 ist er emeritiert.
Seine Forschungsschwerpunkte sind Fachplanungsrecht, Raumordnungs- und Landesplanungsrecht, Recht der Bauleitplanung und Bauplanungsrecht, Straßenrecht und Umweltrecht.

## Schriften (Auswahl)
- Das Gefahrenrecht öffentlicher Strassen. Zulässigkeit verkehrsberuhigender Straßeneinbauten. Berlin 1994, ISBN 3-428-08013-0.
- Raumplanung zum Außenbereich. Die raumplanerische Steuerung von Außenbereichsvorhaben. Berlin 2003, ISBN 3-428-11170-2.
- Das Fernstraßenwesen in seiner verfassungsrechtlichen Konstituierung. Staatsaufgabe und Objekt funktionaler Privatisierung. Berlin 2006, ISBN 3-428-12207-0.
- Vernunftbegründete Staatsrechtslehre. Berlin 2017, ISBN 3-428-15249-2.